# Martina Navrátilová
Martina Navrátilová (ur. 18 października 1956 w Pradze) – czechosłowacka (czeska) i amerykańska tenisistka, jedna z najwybitniejszych przedstawicielek tej dyscypliny: wielokrotna mistrzyni turniejów wielkoszlemowych we wszystkich konkurencjach, zdobywczyni Klasycznego Wielkiego Szlema w deblu, Niekalendarzowego i Karierowego Wielkiego Szlema, Pucharu Federacji zarówno dla Stanów Zjednoczonych, jak i ojczystej Czechosłowacji. Uczestniczka rozgrywek o Puchar Wightman oraz letnich igrzysk olimpijskich w Atenach. Jedna z sześciu kobiet w historii, które liderowały jednocześnie singlowej i deblowej klasyfikacji WTA. Tenisistka leworęczna.

## Kariera tenisowa
Urodziła się jako Martina Šubertová w 1956 roku. Kiedy miała trzy lata, jej rodzice rozwiedli się i matka ponownie wyszła za mąż. Ojczym tenisistki nazywał się Miroslav Navrátil, stąd jej nazwisko. Wkrótce został on jej pierwszym trenerem.
W 1972 roku Navrátilová wygrała mistrzostwa Czechosłowacji. Miała wówczas piętnaście lat. Rok później osiągała dobre rezultaty na arenie międzynarodowej. Jako kwalifikantka zadebiutowała w profesjonalnej imprezie w Fort Lauderdale, a w meczu otwarcia pokonała Gail Chanfreau. Następnie doszła do półfinału w Leningradzie, a w wielkoszlemowym debiucie do ćwierćfinału French Open. Na paryskich kortach nie sprostała Evonne Goolagong. 22 września 1974 po raz pierwszy wygrała zawodowy turniej. Stało się to w Orlando, a wśród pokonanych przez Navrátilovą rywalek znalazły się Françoise Durr, Rosie Casals i Julie Heldman.
Martina Navrátilová przeszła na zawodowstwo w 1975 roku. Sezon ten rozpoczęła finałem wielkoszlemowego Australian Open, gdzie przegrała z Evonne Goolagong. Kilkanaście dni później w Waszyngtonie wzbogaciła swoje konto o następny wygrany turniej. Największym sukcesem było wyeliminowanie tam amerykańskiej bohaterki, Chris Evert. Wkrótce Navrátilová odnosiła coraz więcej spektakularnych wygranych, pokonując seryjnie faworytki: Olgę Morozową, Ann Kiyomurę, Margaret Smith Court, Virginię Wade, czy Dianne Balestrat. W sezonie 1975 była jeszcze w finale Roland Garros, półfinale US Open i ćwierćfinale Wimbledonu. Wówczas to wprowadzono komputerowe rankingi tenisowe. Po tym roku rozgrywkowym Navrátilová znalazła się w nich na trzecim miejscu na świecie.
Po mniej udanym roku 1976, kiedy to do gry weszły problemy na tle narodowym, Martina efektownie powróciła w sezonie kolejnym. Osiągnęła jedenaście finałów, wygrywając sześć z nich. Przesunęła się na drugie miejsce w klasyfikacjach międzynarodowych. W Wielkim Szlemie wciąż pozostawała bez sukcesów. W Londynie i Nowym Jorku na drodze stanęły jej Wendy Turnbull i Betty Stöve.
Na początku roku 1978 wygrała trzydzieści siedem meczów z rzędu, co przełożyło się na siedem kolejnych zdobytych tytułów. Zabrakło wśród nich pucharu Wielkiego Szlema, bowiem Navrátilová nie grała w Melbourne i Paryżu (czyniła to regularnie w latach 1976–1979). Po efektownej wygranej w Eastbourne znokautowała swoje rywalki na kortach Wimbledonu i po raz pierwszy została mistrzynią w turnieju z cyklu wielkoszlemowego. W Londynie pokonała Tracy Austin, Evonne Goolagong i Chris Evert. W oficjalnych klasyfikacjach WTA została numerem jeden na świecie. Wynik z wimbledońskich kortów powtórzyła rok później, eliminując w decydującym starciu Evert. Pozycję numer jeden utrzymała w sumie przez 332 tygodnie swojej kariery. Po raz pierwszy, po dwudziestu siedmiu tygodniach, Evert – Lloyd zmieniła ją w styczniu 1979 roku, ale tylko na dwa tygodnie. Amerykanka w Londynie w 1980 roku uniemożliwiła Navrátilovej obronę tytułu. Navrátilová doszła do czwartej rundy US Open, gdzie niespodziewanie uległa Hanie Mandlíkovej, a na Australian Open, rozgrywanym w listopadzie, była w półfinale.
W latach osiemdziesiątych Martina odmówiła uczestnictwa w reprezentacji Czechosłowacji, po czym zgłosiła wniosek o przyznanie jej obywatelstwa amerykańskiego. Otrzymała je 21 lipca 1981 roku, po uzyskaniu w 1975 roku azylu politycznego w USA.

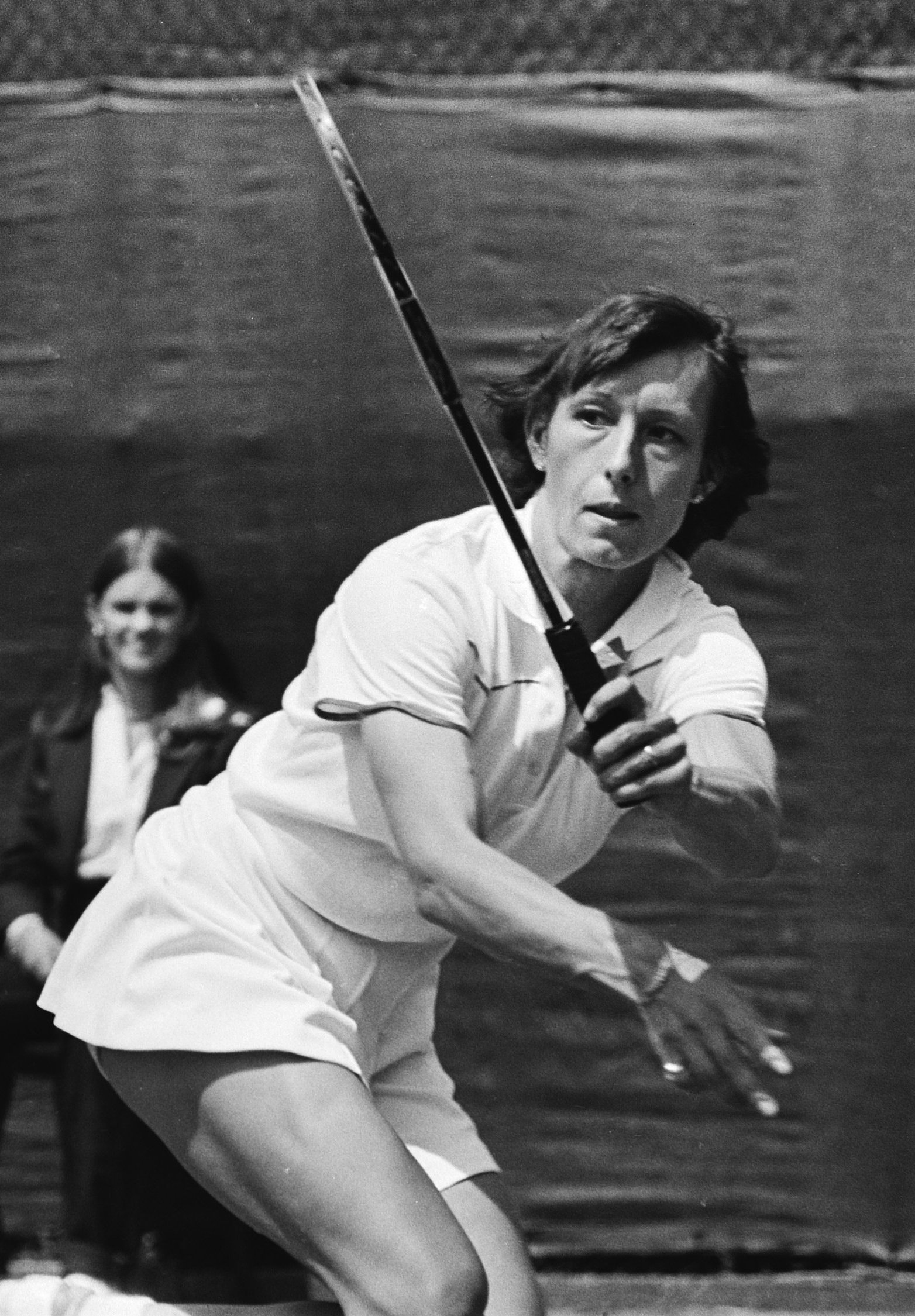
Martina Navrátilová (1980)

To właśnie najbliższa dekada była renesansem w tenisie zawodniczki z Pragi. Navrátilová zdobyła w latach 1980–1989 aż piętnaście tytułów wielkoszlemowych w grze pojedynczej, w tym najwięcej na Wimbledonie. Triumfowała tam nieprzerwanie od roku 1982 do 1987. W finałach tych najczęściej mierzyła się z Chris Evert, Andreą Jaeger, Haną Mandlíkovą, która stała się reprezentantką Australii, a także z falą nowych postaci na światowych kortach. Wśród nich najgroźniejsza była Steffi Graf. Z tenisistką tą Navrátilová w trakcie całej kariery miała okazję zagrać osiemnaście razy, z czego obie panie wygrały po dziewięć meczów. Po raz pierwszy spotkały się na US Open 1985. Nigdy nie grały ze sobą wcześniej niż w półfinałach.
W 1987 roku dominacja Navrátilovej na światowych kortach zaczęła słabnąć i straciła fotel liderki rankingu WTA. W 1991 roku nie udało się jej zdobyć żadnego tytułu wielkoszlemowego w rozgrywkach indywidualnych – finał US Open przegrała z Monicą Seles. Wciąż jednak zdobywała mistrzostwa w profesjonalnych rozgrywkach.
W 1989 roku zaprosiła do współpracy słynną Amerykankę, Billie Jean King.
W 1994 roku Navrátilová, która od pewnego czasu odgrywała coraz mniejszą rolę na międzynarodowej arenie, doszła do finału ulubionego Wimbledonu. Niewielu się tego spodziewało, zwłaszcza że kilka tygodni wcześniej odpadła w pierwszej rundzie French Open z Miriam Oremans. W Londynie pokonała Helenę Sukovą, Janę Novotną, Gigi Fernández. W finale nie sprostała Conchicie Martínez. W tym samym sezonie podjęła decyzję o zakończeniu swoich startów, przynajmniej w grze pojedynczej. Ostatni start zaplanowała w Wirginii. W pierwszej rundzie została pokonana przez Gabrielę Sabatini 4:6, 2:6.
Do definitywnego zakończenia kariery zagrała jeszcze kilka indywidualnych meczów. Pierwszy z nich po bardzo długiej przerwie w Eastbourne w roku 2002. W kwalifikacjach wyeliminowała Tatjanę Panową, ale przegrała z Danielą Hantuchovą. Jej ostatni oficjalny mecz odnotowano w czerwcu 2005 roku, kiedy to w ’s-Hertogenbosch uległa Claudine Schaul.
Navrátilová wygrała w sumie 167 turniejów w grze pojedynczej, co jest rekordem, zarówno w rozgrywkach żeńskich, jak i męskich. Wywalczyła osiemnaście singlowych tytułów wielkoszlemowych i przez 332 tygodnie zajmowała pierwsze miejsce w rankingu WTA.

### Wybitna deblistka
Martina Navrátilová od początkowych lat kariery osiągała dobre wyniki w grze podwójnej. Kiedy 10 września 1984 roku została numerem jeden rozgrywek deblowych, stała się jedną z kilku kobiet, które jednocześnie liderowały klasyfikacjom WTA w obydwu konkurencjach. Skolekcjonowała 177 wygranych turniejów i to jest, podobnie jak w singlu, rekord wszech czasów.
W początkowych latach kariery partnerowała swojej największej rywalce, Chris Evert. To właśnie z nią zdobyła pierwsze mistrzostwo Wielkiego Szlema na kortach Rolanda Garrosa. W finale pokonały Julie Anthony i Olgę Morozową. Następnie nawiązała współpracę z Betty Stöve, a potem z Billie Jean King. W 1981 roku stworzyła debel razem z Pam Shriver i przeszła do historii partnerując właśnie jej. Z tą tenisistką zdobyła Klasycznego Wielkiego Szlema w sezonie 1984. Po zakończeniu kariery przez Shriver, a także zaprzestaniu startów indywidualnych, osiągała wysokie wyniki u boku młodszych koleżanek. Grała ze Swietłaną Kuzniecową, Liezel Huber i Lisą Raymond. Ostatni turniej deblowy, jaki wygrała, to impreza w Montrealu w 2006 roku. Jej partnerką była Anna-Lena Grönefeld z Niemiec. W sumie trzydzieści siedem razy awansowała do finałów Wielkiego Szlema w deblu (po raz ostatni US Open 2003 z Kuzniecową). Tylko sześciokrotnie została w tych meczach pokonana.

### W świecie miksta

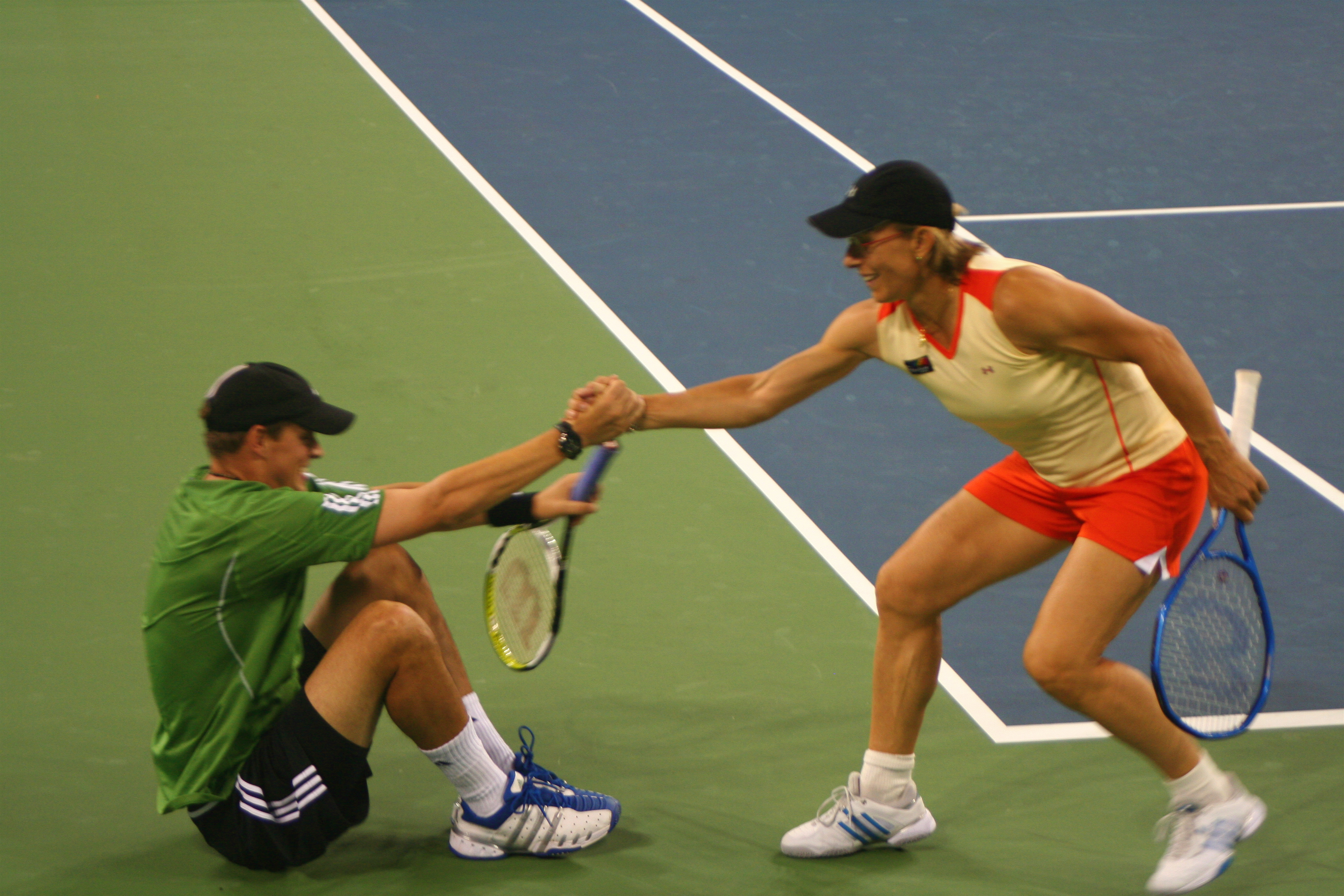
Martina Navrátilová z Bobem Bryanem (2006)

W grze mieszanej Navrátilová odniosła dziesięć zwycięstw w Wielkim Szlemie. Po raz pierwszy wystąpiła w 1973 roku na Wimbledonie razem z Janem Kodešem. Doszli do ćwierćfinału. W drugim starcie, w 1974 we French Open zdobyła pierwszy tytuł, partnerując Kolumbijczykowi Ivanowi Molinie. Na kolejną wygraną musiała czekać do 1985 roku, w międzyczasie regularnie grając w tej konkurencji. Jej partnerami byli Paul McNamee, Heinz Gunthardt, Peter Fleming, Emilio Sánchez, Mark Woodforde.
W 2003 występowała z Leanderem Paesem i z nim to zdobyła mistrzostwo w Melbourne, a potem na Wimbledonie. W 2006 roku zagrała razem z rodakiem, liderem klasyfikacji deblowej, Bobem Bryanem. Już w pierwszej rundzie trafili na bliźniaczego brata Boba, Mike’a i jego partnerkę, Corinę Morariu. W finale wygrali z mikstem Květa Peschke i Martin Damm. Navrátilová sięgnęła po dziesiąte trofeum Wielkiego Szlema w grze mieszanej, zrobiła to przed własną publicznością i od tego czasu nie startuje w zawodowych imprezach. Oficjalnie wciąż nie zakończyła kariery tenisowej.

### Puchar Federacji
Navrátilová posiada imponujące statystyki startów w drużynowych rozgrywkach o Puchar Federacji. Przegrała w nich tylko jedno z sześćdziesięciu jeden spotkań. Mecz ten miał miejsce w 2004 roku w jej ostatnim starcie na rzecz ekipy amerykańskiej. Partnerując Jill Craybas przegrały w trzech setach z Austriaczkami, Barbarą Schett i Patricią Wartusch.
Do rozgrywek fedcupowych Martina włączyła się w 1975 roku, reprezentując jeszcze Czechosłowację. W debiucie zdobyła mistrzostwo razem ze swoją rodaczką, Renatą Tomanovą (poszczególne drużyny liczyły wówczas po dwie zawodniczki). W finale tenisistki europejskie podjęły Australijki, Dianne Fromholtz, Evonne Goolagong i Helen Gourlay Cawley, które mimo przewagi liczebnej przegrały konfrontację do zera.
Po kilku latach przerwy Navrátilová wznowiła swoje występy, ale już w barwach Stanów Zjednoczonych. W półfinale jej ekipa trafiła na Czechosłowację. Martina pokonała Hanę Mandlíkovą i tę samą zawodniczkę w deblu z Heleną Sukovą. W swoim drugim występie w Pucharze Federacji Navrátilová dorobiła się drugiego mistrzostwa, wywalczonego na dodatek w zupełnie innej reprezentacji. Jeszcze kilkakrotnie zagrała w tym turnieju, robiąc dłuższą przerwę po roku 1989 (wróciła dopiero w 2003). W 1986 wystąpiła, choć zawody rozgrywano na terenie Pragi. Najwięcej punktów dla obydwu swoich krajów zdobyła na nawierzchni twardej (38) oraz ziemnej (30).

### Największe rywalizacje
W trakcie wieloletniej kariery Navrátilová rywalizowała z wieloma zawodniczkami. Jednak tylko kilka z nich było w stanie walczyć z nią w okresie jej dominacji w światowym tenisie. Jej największą przeciwniczką była Amerykanka Chris Evert. Tenisistki te spotkały się ze sobą w sumie osiemdziesiąt razy, jednak więcej zwycięstw na koncie ma Martina. Od ich pierwszego meczu w Akron w 1973 do piątego w Kalifornii w 1975 wygrywała starsza o dwa lata Evert. Navrátilová po raz pierwszy pokonała ją w tym samym roku w Waszyngtonie. Wtedy też po raz pierwszy zagrały o mistrzostwo wielkoszlemowe. Miało to miejsce w Paryżu i tenisistka w barwach Czechosłowacji zeszła z kortu pokonana. W 1981 trafiły na siebie w pierwszej rundzie w Waszyngtonie; wówczas to Evert oddała mecz walkowerem. Najczęściej grały ze sobą w finałach, tak jak w ostatniej konfrontacji w Chicago w 1988. Tytuł przypadł w udziale Navrátilovej.
W latach 1973–1982 prowadziła pasjonującą rywalizację z dumą Australii, Evonne Goolagong Cawley. Przebieg zmagań najprościej można podzielić na dwa etapy, to jest pasmo wygranych Goolagong (do około 1976) i serię zwycięstw Navrátilovej. Martina przegrała z Cawley dwanaście razy, ale trzy razy więcej ją pokonała. Ostatni raz grały ze sobą na trawie w Sydney w 1982 roku.
Navrátilová 18 razy spotykała się na kortach z niemiecką gwiazdą tenisa, Steffi Graf. Do ich pierwszego starcia doszło podczas US Open 1985. Navrátilová wygrała. Smak porażki z Graf poznała w 1986 w półfinale imprezy mistrzyń. Obie panie łączyło jedno – monopol na wygrywanie Wimbledonu. Trzy razy grały ze sobą w Londynie, trzy razy w finale. W tej rywalizacji to Graf prowadzi 2:1. Po raz ostatni zmierzyły się w Tokio w roku 1994, na krótko przez wycofaniem się Navrátilovej z indywidualnych startów. Wtedy to wynikiem 6:2, 6:4 lepsza była Niemka.
Jedną z poważniejszych rywalek w ostatnim okresie kariery Navrátilovej była Monica Seles. Tenisistki te nigdy nie grały ze sobą jako rodaczki. Ostatni z ich siedemnastu meczów miał miejsce w 1993 roku w Paryżu, a Seles otrzymała amerykańskie obywatelstwo dopiero rok później. Po raz pierwszy spotkały się w 1989 roku w Dallas – wygrała wówczas Martina. Passę porażek z Navrátilovą Monica przerwała w 1990 roku w ramach Italian Open. W sumie Navrátilová przegrała z Seles dziesięć razy, a wygrała siedmiokrotnie.

## Życie prywatne
Z początkiem lat osiemdziesiątych Martina ujawniła się jako biseksualistka, choć nieco później wyjaśniła, iż jednak uważa się za lesbijkę. Przez osiem lat, począwszy od 1983 roku, była związana z Judy Nelson.
Kariera i sukcesy Navrátilovej zachęciły młodych ludzi do gry w tenisa. Stała się ona patronką wielu festynów i imprez masowych, organizowanych przeważnie w Stanach Zjednoczonych. W 2000 roku została wpisana do Międzynarodowej Tenisowej Galerii Sławy. Jest autorką autobiografii Being Myself, w której opowiada między innymi o swojej orientacji seksualnej.
W 2000 roku wystąpiła gościnnie w jednym z odcinków serialu Will & Grace, w którym zagrała samą siebie.
9 marca 2008 roku władze czeskie ponownie przyznały jej obywatelstwo tego kraju. Martina przebywała wówczas w Tokio, gdzie rozgrywała pokazowe spotkanie ze Steffi Graf.
W 2010 roku u Navrátilovej wykryto raka piersi.
Jest wegetarianką i wspiera działania organizacji PETA; aktywnie działa także na rzecz społeczności LGBT.
W 2014 roku oświadczyła się swojej partnerce, byłej miss ZSRR Julii Lemigowej. W tym samym roku para wzięła ślub.

## Kariera trenerska
W grudniu 2014 roku poinformowano, że Navrátilová dołączyła do sztabu szkoleniowego Agnieszki Radwańskiej. Współpraca trwała cztery miesiące.

## Finały wielkoszlemowe w grze pojedynczej

### Wygrane (18)
| Rok  | Turniej             | Przeciwniczka w finale | Wynik          |
| 1978 | Wimbledon           | Chris Evert            | 2:6 6:4 7:5    |
| 1979 | Wimbledon (2)       | Chris Evert-Lloyd      | 6:4 6:4        |
| 1981 | Australian Open     | Chris Evert-Lloyd      | 6:7(4) 6:4 7:5 |
| 1982 | French Open         | Andrea Jaeger          | 7:6(6) 6:1     |
| 1982 | Wimbledon (3)       | Chris Evert-Lloyd      | 6:1 3:6 6:2    |
| 1983 | Wimbledon (4)       | Andrea Jaeger          | 6:0 6:3        |
| 1983 | US Open             | Chris Evert-Lloyd      | 6:1 6:3        |
| 1983 | Australian Open (2) | Kathy Jordan           | 6:2 7:6(5)     |
| 1984 | French Open (2)     | Chris Evert-Lloyd      | 6:3 6:1        |
| 1984 | Wimbledon (5)       | Chris Evert-Lloyd      | 7:6(5) 6:2     |
| 1984 | US Open (2)         | Chris Evert-Lloyd      | 4:6 6:4 6:4    |
| 1985 | Wimbledon (6)       | Chris Evert-Lloyd      | 4:6 6:3 6:2    |
| 1985 | Australian Open (3) | Chris Evert-Lloyd      | 6:2 4:6 6:2    |
| 1986 | Wimbledon (7)       | Hana Mandlíková        | 7:6(1) 6:3     |
| 1986 | US Open (3)         | Helena Suková          | 6:3 6:2        |
| 1987 | Wimbledon (8)       | Steffi Graf            | 7:5 6:3        |
| 1987 | US Open (4)         | Steffi Graf            | 7:6(4) 6:1     |
| 1990 | Wimbledon (9)       | Zina Garrison          | 6:4 6:1        |

### Przegrane (14)
| Rok  | Turniej             | Przeciwniczka w finale  | Wynik       |
| 1975 | Australian Open     | Evonne Goolagong Cawley | 6:3 6:2     |
| 1975 | French Open         | Chris Evert             | 2:6 6:2 6:1 |
| 1981 | US Open             | Tracy Austin            | 1:6 7:6 7:6 |
| 1982 | Australian Open (2) | Chris Evert-Lloyd       | 6:3 2:6 6:3 |
| 1985 | French Open (2)     | Chris Evert-Lloyd       | 6:3 6:7 7:5 |
| 1985 | US Open (2)         | Hana Mandlíková         | 7:6 1:6 7:6 |
| 1986 | French Open (3)     | Chris Evert-Lloyd       | 2:6 6:3 6:3 |
| 1987 | Australian Open (3) | Hana Mandlíková         | 7:5 7:6     |
| 1987 | French Open (4)     | Steffi Graf             | 6:4 4:6 8:6 |
| 1988 | Wimbledon           | Steffi Graf             | 5:7 6:2 6:1 |
| 1989 | Wimbledon (2)       | Steffi Graf             | 6:2 6:7 6:1 |
| 1989 | US Open (3)         | Steffi Graf             | 3:6 7:5 6:1 |
| 1991 | US Open (4)         | Monica Seles            | 7:6 6:1     |
| 1994 | Wimbledon (3)       | Conchita Martínez       | 6:4 3:6 6:3 |

## Historia występów wielkoszlemowych
Legenda
     W, wygrany turniej
     F, przegrana w finale
     SF, przegrana w półfinale
     QF, przegrana w ćwierćfinale
     xR, przegrana w x rundzie
     A, brak startu
     NH, turniej się nie odbył
Turniej Australian Open odbył się dwukrotnie w 1977 roku (styczeń i grudzień), za to nie został rozegrany w 1986.

### Występy w grze pojedynczej
|                        | Czechosłowacja | Czechosłowacja | Czechosłowacja | Czechosłowacja | Czechosłowacja | Czechosłowacja | Czechosłowacja | Czechosłowacja | Czechosłowacja | Stany Zjednoczone | Stany Zjednoczone | Stany Zjednoczone | Stany Zjednoczone | Stany Zjednoczone | Stany Zjednoczone | Stany Zjednoczone | Stany Zjednoczone | Stany Zjednoczone | Stany Zjednoczone | Stany Zjednoczone | Stany Zjednoczone | Stany Zjednoczone | Stany Zjednoczone | Stany Zjednoczone | Stany Zjednoczone |         |          |
| Turniej                | 1973           | 1974           | 1975           | 1976           | 1977           | 1977           | 1978           | 1979           | 1980           | 1981              | 1982              | 1983              | 1984              | 1985              | 1986              | 1987              | 1988              | 1989              | 1990              | 1991              | 1992              | 1993              | 1994              | 1995–2003         | 2004              | Tytuły  | Z–P      |
| Australian Open        | A              | A              | F              | A              | A              | A              | A              | A              | SF             | W                 | F                 | W                 | SF                | W                 | NH                | F                 | SF                | QF                | A                 | A                 | A                 | A                 | A                 | A                 | A                 | 3 / 10  | 46 – 7   |
| French Open            | QF             | QF             | F              | A              | A              | A              | A              | A              | A              | QF                | W                 | 4R                | W                 | F                 | F                 | F                 | 4R                | A                 | A                 | A                 | A                 | A                 | 1R                | A                 | 1R                | 2 / 13  | 51 – 11  |
| Wimbledon              | 3R             | 1R             | QF             | SF             | QF             | QF             | W              | W              | SF             | SF                | W                 | W                 | W                 | W                 | W                 | W                 | F                 | F                 | W                 | QF                | SF                | SF                | F                 | A                 | 2R                | 9 / 23  | 120 – 14 |
| US Open                | 1R             | 3R             | SF             | 1R             | SF             | SF             | SF             | SF             | 4R             | F                 | QF                | W                 | W                 | F                 | W                 | W                 | QF                | F                 | 4R                | F                 | 2R                | 4R                | A                 | A                 | A                 | 4 / 21  | 90 – 17  |
|                        | 0 / 3          | 0 / 3          | 0 / 4          | 0 / 2          | 0 / 2          | 0 / 2          | 1 / 2          | 1 / 2          | 0 / 3          | 1 / 4             | 2 / 4             | 3 / 4             | 3 / 4             | 2 / 4             | 2 / 3             | 2 / 4             | 0 / 4             | 0 / 3             | 1 / 2             | 0 / 2             | 0 / 2             | 0 / 2             | 0 / 2             | 0 / 0             | 0 / 2             | 18 / 67 | 307 – 49 |
|                        |                |                |                |                |                |                |                |                |                |                   |                   |                   |                   |                   |                   |                   |                   |                   |                   |                   |                   |                   |                   |                   |                   |         |          |
| Ranking na koniec roku |                |                | 3              | 4              | 3              | 3              | 2              | 1              | 3              | 3                 | 1                 | 1                 | 1                 | 1                 | 1                 | 2                 | 2                 | 2                 | 3                 | 4                 | 5                 | 3                 | 8                 |                   | 376               |         |          |

### Występy w grze podwójnej
|                        | Czechosłowacja              | Czechosłowacja              | Czechosłowacja              | Czechosłowacja              | Czechosłowacja              | Czechosłowacja              | Czechosłowacja              | Czechosłowacja              | Czechosłowacja              | Stany Zjednoczone           | Stany Zjednoczone           | Stany Zjednoczone           | Stany Zjednoczone | Stany Zjednoczone | Stany Zjednoczone | Stany Zjednoczone | Stany Zjednoczone | Stany Zjednoczone | Stany Zjednoczone | Stany Zjednoczone | Stany Zjednoczone | Stany Zjednoczone | Stany Zjednoczone | Stany Zjednoczone | Stany Zjednoczone | Stany Zjednoczone | Stany Zjednoczone | Stany Zjednoczone | Stany Zjednoczone | Stany Zjednoczone | Stany Zjednoczone | Stany Zjednoczone |         |          |
| Turniej                | 1973                        | 1974                        | 1975                        | 1976                        | 1977                        | 1977                        | 1978                        | 1979                        | 1980                        | 1981                        | 1982                        | 1983                        | 1984              | 1985              | 1986              | 1987              | 1988              | 1989              | 1990              | 1991              | 1992              | 1993              | 1994              | 1995              | 1996–99           | 2000              | 2001              | 2002              | 2003              | 2004              | 2005              | 2006              | Tytuły  | Z–P      |
| Australian Open        | A                           | A                           | 1R                          | A                           | A                           | A                           | A                           | A                           | W                           | F                           | W                           | W                           | W                 | W                 | NH                | W                 | W                 | W                 | A                 | A                 | A                 | A                 | A                 | A                 | A                 | A                 | A                 | A                 | 3R                | 2R                | QF                | A                 | 8 / 13  | 51 – 5   |
| French Open            | QF                          | SF                          | W                           | A                           | A                           | A                           | A                           | A                           | A                           | SF                          | W                           | A                           | W                 | W                 | W                 | W                 | W                 | A                 | A                 | A                 | A                 | A                 | 3R                | A                 | A                 | 3R                | 1R                | 1R                | 3R                | SF                | 1R                | 2R                | 7 / 18  | 58 – 11  |
| Wimbledon              | 1R                          | 1R                          | QF                          | W                           | F                           | F                           | QF                          | W                           | SF                          | W                           | W                           | W                           | W                 | F                 | W                 | QF                | 3R                | SF                | QF                | SF                | SF                | A                 | SF                | A                 | A                 | QF                | QF                | 2R                | QF                | SF                | SF                | QF                | 7 / 28  | 100 – 21 |
| US Open                | 1R                          | QF                          | SF                          | A                           | W                           | W                           | W                           | F                           | W                           | SF                          | SF                          | W                           | W                 | F                 | W                 | W                 | SF                | W                 | W                 | 3R                | SF                | A                 | A                 | 2R                | A                 | 3R                | QF                | 3R                | F                 | QF                | SF                | QF                | 9 / 27  | 105 – 18 |
|                        |                             |                             |                             |                             |                             |                             |                             |                             |                             |                             |                             |                             |                   |                   |                   |                   |                   |                   |                   |                   |                   |                   |                   |                   |                   |                   |                   |                   |                   |                   |                   |                   |         |          |
|                        | 0 / 3                       | 0 / 3                       | 1 / 4                       | 1 / 1                       | 1 / 2                       | 1 / 2                       | 1 / 2                       | 1 / 2                       | 2 / 3                       | 1 / 4                       | 3 / 4                       | 3 / 3                       | 4 / 4             | 2 / 4             | 3 / 3             | 3 / 4             | 2 / 4             | 2 / 3             | 1 / 2             | 0 / 2             | 0 / 2             | 0 / 0             | 0 / 2             | 0 / 1             | 0 / 0             | 0 / 3             | 0 / 3             | 0 / 3             | 0 / 4             | 0 / 4             | 0 / 4             | 0 / 3             | 31 / 86 | 314 – 55 |
|                        |                             |                             |                             |                             |                             |                             |                             |                             |                             |                             |                             |                             |                   |                   |                   |                   |                   |                   |                   |                   |                   |                   |                   |                   |                   |                   |                   |                   |                   |                   |                   |                   |         |          |
| Ranking na koniec roku | Ranking nie był publikowany | Ranking nie był publikowany | Ranking nie był publikowany | Ranking nie był publikowany | Ranking nie był publikowany | Ranking nie był publikowany | Ranking nie był publikowany | Ranking nie był publikowany | Ranking nie był publikowany | Ranking nie był publikowany | Ranking nie był publikowany | Ranking nie był publikowany | 1                 | 2                 | 1                 | 1                 | 1                 | 1                 | 4                 | 6                 | 9                 | 11                | 5                 | –                 | –                 | 64                | 45                | 72                | 6                 | 12                | 21                | 21                |         |          |

### Występy w grze mieszanej
|                 | Czechosłowacja             | Czechosłowacja             | Czechosłowacja             | Czechosłowacja             | Czechosłowacja             | Czechosłowacja             | Czechosłowacja             | Czechosłowacja             | Czechosłowacja             | Stany Zjednoczone          | Stany Zjednoczone          | Stany Zjednoczone          | Stany Zjednoczone          | Stany Zjednoczone          | Stany Zjednoczone          | Stany Zjednoczone | Stany Zjednoczone | Stany Zjednoczone | Stany Zjednoczone | Stany Zjednoczone | Stany Zjednoczone | Stany Zjednoczone | Stany Zjednoczone | Stany Zjednoczone | Stany Zjednoczone | Stany Zjednoczone | Stany Zjednoczone | Stany Zjednoczone | Stany Zjednoczone | Stany Zjednoczone | Stany Zjednoczone | Stany Zjednoczone | Stany Zjednoczone |         |          |
| Turniej         | 1973                       | 1974                       | 1975                       | 1976                       | 1977                       | 1977                       | 1978                       | 1979                       | 1980                       | 1981                       | 1982                       | 1983                       | 1984                       | 1985                       | 1986                       | 1987              | 1988              | 1989              | 1990              | 1991              | 1992              | 1993              | 1994              | 1995              | 1996              | 1997-99           | 2000              | 2001              | 2002              | 2003              | 2004              | 2005              | 2006              | Tytuły  | Z–P      |
| Australian Open | Turniej nie był rozgrywany | Turniej nie był rozgrywany | Turniej nie był rozgrywany | Turniej nie był rozgrywany | Turniej nie był rozgrywany | Turniej nie był rozgrywany | Turniej nie był rozgrywany | Turniej nie był rozgrywany | Turniej nie był rozgrywany | Turniej nie był rozgrywany | Turniej nie był rozgrywany | Turniej nie był rozgrywany | Turniej nie był rozgrywany | Turniej nie był rozgrywany | Turniej nie był rozgrywany | SF                | F                 | A                 | A                 | A                 | A                 | A                 | A                 | A                 | A                 | A                 | A                 | A                 | A                 | W                 | F                 | SF                | A                 | 1 / 5   | 17 – 4   |
| French Open     | A                          | W                          | A                          | A                          | A                          | A                          | A                          | A                          | A                          | A                          | A                          | A                          | A                          | W                          | QF                         | QF                | SF                | A                 | A                 | A                 | A                 | A                 | 3R                | A                 | A                 | A                 | 2R                | 2R                | A                 | 2R                | 2R                | F                 | SF                | 2 / 12  | 28 – 10  |
| Wimbledon       | QF                         | 3R                         | SF                         | 2R                         | SF                         | SF                         | A                          | A                          | A                          | A                          | A                          | A                          | QF                         | W                          | F                          | A                 | QF                | A                 | A                 | A                 | A                 | W                 | A                 | W                 | QF                | A                 | 1R                | 2R                | 2R                | W                 | 3R                | QF                | 3R                | 4 / 19  | 55 – 15  |
| US Open         | A                          | 2R                         | A                          | A                          | A                          | A                          | A                          | SF                         | A                          | A                          | A                          | A                          | A                          | W                          | F                          | W                 | A                 | A                 | A                 | A                 | A                 | F                 | A                 | QF                | A                 | A                 | 2R                | 1R                | 2R                | A                 | SF                | QF                | W                 | 3 / 13  | 34 – 10  |
|                 |                            |                            |                            |                            |                            |                            |                            |                            |                            |                            |                            |                            |                            |                            |                            |                   |                   |                   |                   |                   |                   |                   |                   |                   |                   |                   |                   |                   |                   |                   |                   |                   |                   |         |          |
|                 | 0 / 1                      | 1 / 3                      | 0 / 1                      | 0 / 1                      | 0 / 1                      | 0 / 1                      | 0 / 0                      | 0 / 1                      | 0 / 0                      | 0 / 0                      | 0 / 0                      | 0 / 0                      | 0 / 1                      | 3 / 3                      | 0 / 3                      | 1 / 3             | 0 / 3             | 0 / 0             | 0 / 0             | 0 / 0             | 0 / 0             | 1 / 2             | 0 / 1             | 1 / 2             | 0 / 1             | 0 / 0             | 0 / 3             | 0 / 3             | 0 / 2             | 2 / 3             | 0 / 4             | 0 / 4             | 1 / 3             | 10 / 49 | 134 – 39 |

### Występy w grze podwójnej w turniejach legend
| Turniej         | 2008                    | 2009                    | 2010                    | 2011                    | 2012                    | 2013 | 2014 | 2015 | 2016 | 2017 | 2018 | 2019 | 2020 | 2021 | 2022 | Tytuły |
| --------------- | ----------------------- | ----------------------- | ----------------------- | ----------------------- | ----------------------- | ---- | ---- | ---- | ---- | ---- | ---- | ---- | ---- | ---- | ---- | ------ |
| Australian Open | turnieju nie rozgrywano | turnieju nie rozgrywano | turnieju nie rozgrywano | turnieju nie rozgrywano | turnieju nie rozgrywano | W    | 2m   |      | W    | W    | 2m   | F    | W    | NH   | A    | 4 / 7  |
| French Open     | NH                      | NH                      | W                       | F                       | F                       | F    | W    | W    | W    | F    | RR   | F    | NH   | NH   | RR   | 4 / 11 |
| Wimbledon       | F                       | W                       | W                       | F                       | F                       | RR   | F    | F    | W    | W    | F    | W    | NH   | NH   | A    | 5 / 12 |
| US Open         | turnieju nie rozgrywano | turnieju nie rozgrywano | turnieju nie rozgrywano | turnieju nie rozgrywano | turnieju nie rozgrywano | W    | W    | SF   | F    | W    | NH   | W    | NH   | NH   | NH   | 4 / 6  |

## Finały turniejów WTA
| Legenda                     | Legenda |
| --------------------------- | ------- |
| Wielki Szlem                |         |
| Igrzyska olimpijskie        |         |
| WTA Tour Championships      |         |
| WTA Doubles Championships   |         |
| Toyota Series Championships |         |
| 1971 – 1987                 |         |
| Virginia Slims Circuit      |         |
| Grand Prix Series           |         |
| Colgate Series              |         |
| 1988 – 2008                 |         |
| Kategoria I                 |         |
| Kategoria II                |         |
| Kategoria III               |         |
| Kategoria IV                |         |
| Kategoria V                 |         |

### Gra pojedyncza 240 (167–73)
| Końcowy wynik | Nr   | Data                 | Turniej         | Nawierzchnia    | Przeciwniczka             | Wynik finału           |
| ------------- | ---- | -------------------- | --------------- | --------------- | ------------------------- | ---------------------- |
| Finalistka    | 1.   | 26 maja 1974         | Hamburg         | Ceglana         | Helga Masthoff            | 4:6, 7:5, 3:6          |
| Finalistka    | 2.   | 2 czerwca 1974       | Rzym            | Ceglana         | Chris Evert               | 3:6, 3:6               |
| Zwyciężczyni  | 1.   | 22 września 1974     | Orlando         | Ceglana         | Julie Heldman             | 7:6(4), 6:4            |
| Finalistka    | 3.   | 1 stycznia 1975      | Australian Open | Trawiasta       | Evonne Goolagong          | 3:6, 2:6               |
| Zwyciężczyni  | 2.   | 2 lutego 1975        | Waszyngton      | Dywanowa (hala) | Kerry Melville            | 6:3, 6:1               |
| Finalistka    | 4.   | 16 lutego 1975       | Chicago         | Dywanowa (hala) | Margaret Court            | 3:6, 6:3, 2:6          |
| Zwyciężczyni  | 3.   | 9 marca 1975         | Boston          | Dywanowa (hala) | Evonne Goolagong          | 6:2, 4:6, 6:3          |
| Finalistka    | 5.   | 23 marca 1975        | Dallas          | Dywanowa (hala) | Virginia Wade             | 6:2, 6:7(3), 3:4 krecz |
| Finalistka    | 6.   | 6 kwietnia 1975      | Los Angeles     | Dywanowa (hala) | Chris Evert               | 4:6, 2:6               |
| Finalistka    | 7.   | 4 maja 1975          | Amelia Island   | Ceglana         | Chris Evert               | 5:7, 4:6               |
| Finalistka    | 8.   | 1 czerwca 1975       | Rzym            | Ceglana         | Chris Evert               | 1:6, 0:6               |
| Finalistka    | 9.   | 14 czerwca 1975      | French Open     | Ceglana         | Chris Evert               | 6:2, 2:6, 1:6          |
| Finalistka    | 10.  | 21 września 1975     | Atlanta         | Dywanowa (hala) | Chris Evert               | 6:2, 2:6, 0:6          |
| Zwyciężczyni  | 4.   | 21 września 1975     | Denver          | Dywanowa (hala) | Carrie Meyer              | 4:6, 6:4, 6:3          |
| Finalistka    | 11.  | 19 października 1975 | Orlando         | Ceglana         | Chris Evert               | walkower               |
| Zwyciężczyni  | 5.   | 26 października 1975 | Charlotte       | Ceglana         | Evonne Goolagong          | 4:6, 6:2, 7:5          |
| Zwyciężczyni  | 6.   | 18 stycznia 1976     | Houston         | Dywanowa (hala) | Chris Evert               | 6:3, 6:4               |
| Finalistka    | 12.  | 21 marca 1976        | Dallas          | Dywanowa (hala) | Evonne Goolagong Cawley   | 1:6, 1:6               |
| Zwyciężczyni  | 7.   | 5 grudnia 1976       | Sydney          | Trawiasta       | Betty Stöve               | 7:5, 6:2               |
| Zwyciężczyni  | 8.   | 9 stycznia 1977      | Waszyngton      | Dywanowa (hala) | Chris Evert               | 6:2, 6:3               |
| Zwyciężczyni  | 9.   | 23 stycznia 1977     | Houston         | Dywanowa (hala) | Sue Barker                | 7:6(3), 7:5            |
| Zwyciężczyni  | 10.  | 30 stycznia 1977     | Minneapolis     | Dywanowa (hala) | Sue Barker                | 6:0, 6:1               |
| Finalistka    | 13.  | 6 lutego 1977        | Seattle         | Dywanowa (hala) | Chris Evert               | 2:6, 4:6               |
| Finalistka    | 14.  | 20 lutego 1977       | Los Angeles     | Dywanowa (hala) | Chris Evert               | 2:6, 6:2, 2:6          |
| Zwyciężczyni  | 11.  | 27 lutego 1977       | Detroit         | Dywanowa (hala) | Sue Barker                | 6:4, 6:4               |
| Finalistka    | 15.  | 20 marca 1977        | Filadelfia      | Dywanowa (hala) | Chris Evert               | 4:6, 6:4, 3:6          |
| Finalistka    | 16.  | 18 kwietnia 1977     | Austin          | Twarda          | Chris Evert               | 3:6, 6:7(2)            |
| Zwyciężczyni  | 12.  | 12 czerwca 1977      | Edynburg        | Trawiasta       | Kristien Shaw             | 2:6, 9:8(4), 7:5       |
| Zwyciężczyni  | 13.  | 28 sierpnia 1977     | Charlotte       | Ceglana         | Mima Jaušovec             | 3:6, 6:2, 6:2          |
| Finalistka    | 17.  | 18 września 1977     | Tokio           | Dywanowa (hala) | Virginia Wade             | 5:7, 7:5, 4:6          |
| Finalistka    | 18.  | 27 listopada 1977    | Tokio           | Dywanowa (hala) | Billie Jean King          | 5:7, 7:5, 1:6          |
| Zwyciężczyni  | 14.  | 8 stycznia 1978      | Waszyngton      | Dywanowa (hala) | Betty Stöve               | 7:5, 6:4               |
| Zwyciężczyni  | 15.  | 22 stycznia 1978     | Houston         | Dywanowa (hala) | Billie Jean King          | 1:6, 6:2, 6:2          |
| Zwyciężczyni  | 16.  | 29 stycznia 1978     | Los Angeles     | Dywanowa (hala) | Rosie Casals              | 6:3, 6:2               |
| Zwyciężczyni  | 17.  | 5 lutego 1978        | Chicago         | Dywanowa (hala) | Evonne Goolagong Cawley   | 6:7(4), 6:2, 6:2       |
| Zwyciężczyni  | 18.  | 12 lutego 1978       | Seattle         | Dywanowa (hala) | Betty Stöve               | 6:1, 1:6, 6:1          |
| Zwyciężczyni  | 19.  | 26 lutego 1978       | Detroit         | Dywanowa (hala) | Dianne Fromholtz          | 6:3, 6:2               |
| Zwyciężczyni  | 20.  | 5 marca 1978         | Kansas City     | Dywanowa (hala) | Billie Jean King          | 7:5, 2:6, 6:3          |
| Zwyciężczyni  | 21.  | 2 kwietnia 1978      | Oakland         | Dywanowa (hala) | Evonne Goolagong Cawley   | 7:6(0), 6:4            |
| Zwyciężczyni  | 22.  | 25 czerwca 1978      | Eastbourne      | Trawiasta       | Chris Evert               | 6:4, 4:6, 9:7          |
| Zwyciężczyni  | 23.  | 7 lipca 1978         | Wimbledon       | Trawiasta       | Chris Evert               | 2:6, 6:4, 7:5          |
| Finalistka    | 19.  | 1 października 1978  | Atlanta         | Dywanowa (hala) | Chris Evert               | 6:7(3), 6:0, 3:6       |
| Zwyciężczyni  | 24.  | 8 października 1978  | Phoenix         | Twarda          | Tracy Austin              | 6:4, 6:2               |
| Finalistka    | 20.  | 19 listopada 1978    | Palm Springs    | Twarda          | Chris Evert               | 3:6, 3:6               |
| Finalistka    | 21.  | 26 listopada 1978    | Tokio           | Dywanowa (hala) | Tracy Austin              | 1:6, 1:6               |
| Finalistka    | 22.  | 17 grudnia 1978      | Tokio           | Dywanowa (hala) | Chris Evert               | 1:6, 1:6               |
| Finalistka    | 23.  | 7 stycznia 1979      | Waszyngton      | Dywanowa (hala) | Tracy Austin              | 3:6, 2:6               |
| Zwyciężczyni  | 25.  | 14 stycznia 1979     | Oakland         | Dywanowa (hala) | Chris Evert               | 7:5, 7:5               |
| Zwyciężczyni  | 26.  | 21 stycznia 1979     | Houston         | Dywanowa (hala) | Virginia Wade             | 6:3, 6:2               |
| Zwyciężczyni  | 27.  | 4 lutego 1979        | Chicago         | Dywanowa (hala) | Tracy Austin              | 6:3, 6:4               |
| Finalistka    | 24.  | 18 lutego 1979       | Los Angeles     | Dywanowa (hala) | Chris Evert               | 3:6, 4:6               |
| Zwyciężczyni  | 28.  | 4 marca 1979         | Dallas          | Dywanowa (hala) | Chris Evert               | 6:4, 6:4               |
| Zwyciężczyni  | 29.  | 25 marca 1979        | Nowy Jork       | Dywanowa (hala) | Tracy Austin              | 6:3, 3:6, 6:2          |
| Finalistka    | 25.  | 24 czerwca 1979      | Eastbourne      | Trawiasta       | Chris Evert-Lloyd         | 5:7, 7:5, 11:13        |
| Zwyciężczyni  | 30.  | 6 lipca 1979         | Wimbledon       | Trawiasta       | Chris Evert-Lloyd         | 6:4, 6:4               |
| Finalistka    | 26.  | 5 sierpnia 1979      | San Diego       | Twarda          | Tracy Austin              | 4:6, 2:6               |
| Zwyciężczyni  | 31.  | 19 sierpnia 1979     | Richmond        | Dywanowa (hala) | Kathy Jordan              | 6:1, 6:3               |
| Zwyciężczyni  | 32.  | 30 września 1979     | Atlanta         | Dywanowa (hala) | Wendy Turnbull            | 7:6(6), 6:4            |
| Zwyciężczyni  | 33.  | 14 października 1979 | Phoenix         | Twarda          | Chris Evert-Lloyd         | 6:1, 6:3               |
| Finalistka    | 27.  | 11 listopada 1979    | Filderstadt     | Dywanowa (hala) | Tracy Austin              | 2:6, 0:6               |
| Zwyciężczyni  | 34.  | 25 listopada 1979    | Brighton        | Dywanowa (hala) | Chris Evert-Lloyd         | 6:3, 6:3               |
| Finalistka    | 28.  | 16 grudnia 1979      | Tokio           | Twarda (hala)   | Tracy Austin              | 2:6, 1:6               |
| Zwyciężczyni  | 35.  | 7 stycznia 1980      | Landover        | Dywanowa (hala) | Tracy Austin              | 6:2, 6:1               |
| Zwyciężczyni  | 36.  | 20 stycznia 1980     | Kansas City     | Dywanowa (hala) | Greer Stevens             | 6:0, 6:2               |
| Zwyciężczyni  | 37.  | 27 stycznia 1980     | Chicago         | Dywanowa (hala) | Chris Evert-Lloyd         | 6:4, 6:4               |
| Zwyciężczyni  | 38.  | 10 lutego 1980       | Los Angeles     | Dywanowa (hala) | Tracy Austin              | 6:2, 6:0               |
| Zwyciężczyni  | 39.  | 17 lutego 1980       | Oakland         | Dywanowa (hala) | Evonne Goolagong Cawley   | 6:1, 7:6(4)            |
| Finalistka    | 29.  | 2 marca 1980         | Houston         | Dywanowa (hala) | Billie Jean King          | 1:6, 3:6               |
| Zwyciężczyni  | 40.  | 9 marca 1980         | Dallas          | Dywanowa (hala) | Evonne Goolagong Cawley   | 6:3, 6:2               |
| Finalistka    | 30.  | 23 marca 1980        | Nowy Jork       | Dywanowa (hala) | Tracy Austin              | 2:6, 6:2, 2:6          |
| Finalistka    | 31.  | 25 marca 1980        | Carlsbad        | Dywanowa (hala) | Tracy Austin              | 5:7, 2:6               |
| Zwyciężczyni  | 41.  | 20 kwietnia 1980     | Amelia Island   | Ceglana         | Hana Mandlíková           | 5:7, 6:3, 6:2          |
| Zwyciężczyni  | 42.  | 4 maja 1980          | Orlando         | Ceglana         | Tracy Austin              | 6:2, 6:4               |
| Zwyciężczyni  | 43.  | 20 lipca 1980        | Montreal        | Twarda          | Greer Stevens             | 6:2, 6:1               |
| Zwyciężczyni  | 44.  | 27 lipca 1980        | Richmond        | Dywanowa (hala) | Mary-Lou Piatek           | 6:3, 6:0               |
| Finalistka    | 32.  | 26 października 1980 | Brighton        | Dywanowa (hala) | Chris Evert-Lloyd         | 4:6, 7:5, 3:6          |
| Zwyciężczyni  | 45.  | 20 listopada 1980    | Tokio           | Twarda (hala)   | Tracy Austin              | 6:4, 6:3               |
| Finalistka    | 33.  | 18 stycznia 1981     | Kansas City     | Dywanowa (hala) | Andrea Jaeger             | 6:3, 3:6, 5:7          |
| Zwyciężczyni  | 46.  | 25 stycznia 1981     | Cincinnati      | Dywanowa (hala) | Sylvia Hanika             | 6:2, 6:4               |
| Zwyciężczyni  | 47.  | 1 lutego 1981        | Chicago         | Dywanowa (hala) | Hana Mandlíková           | 6:2, 6:4               |
| Zwyciężczyni  | 48.  | 8 marca 1981         | Los Angeles     | Dywanowa (hala) | Andrea Jaeger             | 6:4, 6:0               |
| Zwyciężczyni  | 49.  | 14 marca 1981        | Dallas          | Twarda          | Pam Shriver               | 6:2, 6:4               |
| Zwyciężczyni  | 50.  | 29 marca 1981        | Nowy Jork       | Dywanowa (hala) | Andrea Jaeger             | 6:3, 7:6(3)            |
| Finalistka    | 34.  | 26 kwietnia 1981     | Amelia Island   | Ceglana         | Chris Evert-Lloyd         | 0:6, 0:6               |
| Zwyciężczyni  | 51.  | 3 maja 1981          | Orlando         | Ceglana         | Andrea Jaeger             | 7:5, 6:3               |
| Finalistka    | 35.  | 13 września 1981     | US Open         | Twarda          | Tracy Austin              | 6:1, 6:7(4), 6:7(1)    |
| Zwyciężczyni  | 52.  | 4 października 1981  | Minneapolis     | Dywanowa (hala) | Tracy Austin              | 6:0, 6:2               |
| Zwyciężczyni  | 53.  | 11 października 1981 | Tampa           | Twarda          | Bettina Bunge             | 5:7, 6:2, 6:0          |
| Finalistka    | 36.  | 1 listopada 1981     | Filderstadt     | Dywanowa (hala) | Tracy Austin              | 6:4, 3:6, 4:6          |
| Zwyciężczyni  | 54.  | 20 listopada 1981    | Tokio           | Dywanowa (hala) | Chris Evert-Lloyd         | 6:3, 6:2               |
| Finalistka    | 37.  | 29 listopada 1981    | Sydney          | Trawiasta       | Chris Evert-Lloyd         | 4:6, 6:2, 1:6          |
| Zwyciężczyni  | 55.  | 6 grudnia 1981       | Australian Open | Trawiasta       | Chris Evert-Lloyd         | 6:7(4), 6:4, 7:5       |
| Finalistka    | 38.  | 20 grudnia 1981      | East Rutherford | Dywanowa (hala) | Tracy Austin              | 6:2, 4:6, 2:6          |
| Zwyciężczyni  | 56.  | 10 stycznia 1982     | Waszyngton      | Dywanowa (hala) | Anne Smith                | 6:2, 6:3               |
| Zwyciężczyni  | 57.  | 24 stycznia 1982     | Seattle         | Dywanowa (hala) | Andrea Jaeger             | 6:2, 6:0               |
| Zwyciężczyni  | 58.  | 31 stycznia 1982     | Chicago         | Dywanowa (hala) | Wendy Turnbull            | 6:4, 6:1               |
| Zwyciężczyni  | 59.  | 14 lutego 1982       | Kansas City     | Dywanowa (hala) | Barbara Potter            | 6:2, 6:2               |
| Zwyciężczyni  | 60.  | 14 marca 1982        | Dallas          | Twarda          | Mima Jaušovec             | 6:3, 6:2               |
| Finalistka    | 39.  | 28 marca 1982        | Nowy Jork       | Dywanowa (hala) | Sylvia Hanika             | 6:1, 3:6, 4:6          |
| Zwyciężczyni  | 61.  | 11 kwietnia 1982     | Hilton Head     | Ceglana         | Andrea Jaeger             | 6:4, 6:2               |
| Zwyciężczyni  | 62.  | 2 maja 1982          | Orlando         | Ceglana         | Wendy Turnbull            | 6:2, 7:5               |
| Zwyciężczyni  | 63.  | 6 czerwca 1982       | French Open     | Ceglana         | Andrea Jaeger             | 7:6(6), 6:1            |
| Zwyciężczyni  | 64.  | 20 czerwca 1982      | Eastbourne      | Trawiasta       | Hana Mandlíková           | 6:4, 6:3               |
| Zwyciężczyni  | 65.  | 3 lipca 1982         | Wimbledon       | Trawiasta       | Chris Evert-Lloyd         | 6:1, 3:6, 6:2          |
| Zwyciężczyni  | 66.  | 22 sierpnia 1982     | Montreal        | Twarda          | Andrea Jaeger             | 6:2, 6:1               |
| Zwyciężczyni  | 67.  | 24 października 1982 | Filderstadt     | Dywanowa (hala) | Tracy Austin              | 6:3, 6:3               |
| Zwyciężczyni  | 68.  | 31 października 1982 | Brighton        | Dywanowa (hala) | Chris Evert-Lloyd         | 6:1, 6:4               |
| Zwyciężczyni  | 69.  | 28 listopada 1982    | Sydney          | Trawiasta       | Evonne Goolagong Cawley   | 6:0, 3:6, 6:1          |
| Finalistka    | 40.  | 12 grudnia 1982      | Australian Open | Trawiasta       | Chris Evert-Lloyd         | 2:6, 6:3, 3:6          |
| Zwyciężczyni  | 70.  | 19 grudnia 1982      | East Rutherford | Dywanowa (hala) | Chris Evert-Lloyd         | 4:6, 6:1, 6:2          |
| Zwyciężczyni  | 71.  | 9 stycznia 1983      | Waszyngton      | Dywanowa (hala) | Sylvia Hanika             | 6:1, 6:1               |
| Zwyciężczyni  | 72.  | 16 stycznia 1983     | Houston         | Dywanowa (hala) | Sylvia Hanika             | 6:3, 7:6(5)            |
| Zwyciężczyni  | 73.  | 20 lutego 1983       | Chicago         | Dywanowa (hala) | Andrea Jaeger             | 6:3, 6:2               |
| Zwyciężczyni  | 74.  | 13 marca 1983        | Dallas          | Dywanowa (hala) | Chris Evert-Lloyd         | 6:4, 6:0               |
| Zwyciężczyni  | 75.  | 27 marca 1983        | Nowy Jork       | Dywanowa (hala) | Chris Evert-Lloyd         | 6:2, 6:0               |
| Zwyciężczyni  | 76.  | 10 kwietnia 1983     | Hilton Head     | Ceglana         | Tracy Austin              | 5:7, 6:1, 6:0          |
| Zwyciężczyni  | 77.  | 24 kwietnia 1983     | Orlando         | Ceglana         | Andrea Jaeger             | 6:1, 7:5               |
| Zwyciężczyni  | 78.  | 19 czerwca 1983      | Eastbourne      | Trawiasta       | Wendy Turnbull            | 6:1, 6:1               |
| Zwyciężczyni  | 79.  | 2 lipca 1983         | Wimbledon       | Trawiasta       | Andrea Jaeger             | 6:0, 6:3               |
| Zwyciężczyni  | 80.  | 14 sierpnia 1983     | Los Angeles     | Dywanowa (hala) | Chris Evert-Lloyd         | 6:1, 6:3               |
| Zwyciężczyni  | 81.  | 21 sierpnia 1983     | Toronto         | Twarda          | Chris Evert-Lloyd         | 6:4, 4:6, 6:1          |
| Zwyciężczyni  | 82.  | 10 września 1983     | US Open         | Twarda          | Chris Evert-Lloyd         | 6:1, 6:3               |
| Zwyciężczyni  | 83.  | 16 października 1983 | Tampa           | Twarda          | Pam Shriver               | 6:3, 6:2               |
| Zwyciężczyni  | 84.  | 30 października 1983 | Filderstadt     | Dywanowa (hala) | Catherine Tanvier         | 6:1, 6:2               |
| Zwyciężczyni  | 85.  | 25 listopada 1983    | Tokio           | Dywanowa (hala) | Chris Evert-Lloyd         | 6:2, 6:2               |
| Zwyciężczyni  | 86.  | 10 grudnia 1983      | Australian Open | Trawiasta       | Kathy Jordan              | 6:2, 7:6(5)            |
| Finalistka    | 41.  | 15 stycznia 1984     | Oakland         | Dywanowa (hala) | Hana Mandlíková           | 6:7(6), 6:3, 4:6       |
| Zwyciężczyni  | 87.  | 26 lutego 1984       | Livingston      | Dywanowa (hala) | Chris Evert-Lloyd         | 6:2, 7:6(4)            |
| Zwyciężczyni  | 88.  | 4 marca 1984         | Nowy Jork       | Dywanowa (hala) | Chris Evert-Lloyd         | 6:3, 7:5, 6:1          |
| Zwyciężczyni  | 89.  | 22 kwietnia 1984     | Amelia Island   | Ceglana         | Chris Evert-Lloyd         | 6:2, 6:0               |
| Zwyciężczyni  | 90.  | 29 kwietnia 1984     | Orlando         | Ceglana         | Laura Gildemeister        | 6:0, 6:1               |
| Zwyciężczyni  | 91.  | 9 czerwca 1984       | French Open     | Ceglana         | Chris Evert-Lloyd         | 6:3, 6:1               |
| Zwyciężczyni  | 92.  | 24 czerwca 1984      | Eastbourne      | Trawiasta       | Kathy Jordan              | 6:4, 6:1               |
| Zwyciężczyni  | 93.  | 7 lipca 1984         | Wimbledon       | Trawiasta       | Chris Evert-Lloyd         | 7:6(5), 6:2            |
| Zwyciężczyni  | 94.  | 5 sierpnia 1984      | Newport         | Trawiasta       | Gigi Fernández            | 6:3, 7:6(3)            |
| Zwyciężczyni  | 95.  | 19 sierpnia 1984     | Mahwah          | Twarda          | Pam Shriver               | 6:4, 4:6, 7:5          |
| Zwyciężczyni  | 96.  | 8 września 1984      | US Open         | Twarda          | Chris Evert-Lloyd         | 4:6, 6:4, 6:4          |
| Zwyciężczyni  | 97.  | 23 września 1984     | Fort Lauderdale | Twarda          | Michelle Torres           | 6:1, 6:0               |
| Zwyciężczyni  | 98.  | 30 września 1984     | Nowy Orlean     | Dywanowa (hala) | Zina Garrison             | 6:4, 6:3               |
| Zwyciężczyni  | 99.  | 25 listopada 1984    | Sydney          | Trawiasta       | Ann Henricksson           | 6:1, 6:1               |
| Zwyciężczyni  | 100. | 13 stycznia 1985     | Waszyngton      | Dywanowa (hala) | Manuela Maleewa           | 6:3, 6:2               |
| Finalistka    | 42.  | 27 stycznia 1985     | Key Biscayne    | Twarda          | Chris Evert-Lloyd         | 2:6, 4:6               |
| Zwyciężczyni  | 101. | 17 lutego 1985       | Miami           | Twarda          | Chris Evert-Lloyd         | 6:3, 6:4               |
| Zwyciężczyni  | 102. | 17 marca 1985        | Dallas          | Dywanowa (hala) | Chris Evert-Lloyd         | 6:3, 6:4               |
| Zwyciężczyni  | 103. | 24 marca 1985        | Nowy Jork       | Dywanowa (hala) | Helena Suková             | 6:3, 7:5, 6:4          |
| Zwyciężczyni  | 104. | 28 kwietnia 1985     | Orlando         | Ceglana         | Katerina Maleewa          | 6:1, 6:0               |
| Zwyciężczyni  | 105. | 5 maja 1985          | Houston         | Dywanowa (hala) | Elise Burgin              | 6:4, 6:1               |
| Finalistka    | 43.  | 8 czerwca 1985       | French Open     | Ceglana         | Chris Evert-Lloyd         | 3:6, 7:6(4), 5:7       |
| Zwyciężczyni  | 106. | 23 czerwca 1985      | Eastbourne      | Trawiasta       | Helena Suková             | 6:4, 6:3               |
| Zwyciężczyni  | 107. | 6 lipca 1985         | Wimbledon       | Trawiasta       | Chris Evert-Lloyd         | 4:6, 6:3, 6:2          |
| Finalistka    | 44.  | 7 września 1985      | US Open         | Twarda          | Hana Mandlíková           | 6:7(3), 6:1, 6:7(2)    |
| Zwyciężczyni  | 108. | 6 października 1985  | Fort Lauderdale | Twarda          | Steffi Graf               | 6:3, 6:1               |
| Zwyciężczyni  | 109. | 17 listopada 1985    | Brisbane        | Trawiasta       | Pam Shriver               | 6:3, 7:5               |
| Zwyciężczyni  | 110. | 24 listopada 1985    | Sydney          | Trawiasta       | Hana Mandlíková           | 3:6, 6:1, 6:3          |
| Zwyciężczyni  | 111. | 7 grudnia 1985       | Australian Open | Trawiasta       | Chris Evert-Lloyd         | 6:2, 4:6, 6:2          |
| Zwyciężczyni  | 112. | 12 stycznia 1986     | Waszyngton      | Dywanowa (hala) | Claudia Kohde-Kilsch      | 4:6, 6:1, 6:4          |
| Zwyciężczyni  | 113. | 19 stycznia 1986     | Worcester       | Dywanowa (hala) | Pam Shriver               | 6:1, 6:4               |
| Zwyciężczyni  | 114. | 9 marca 1986         | Princeton       | Dywanowa (hala) | Helena Suková             | 3:6, 6:0, 7:6(5)       |
| Zwyciężczyni  | 115. | 16 marca 1986        | Dallas          | Dywanowa (hala) | Chris Evert-Lloyd         | 6:2, 6:1               |
| Zwyciężczyni  | 116. | 23 marca 1986        | Nowy Jork       | Dywanowa (hala) | Hana Mandlíková           | 6:2, 6:0, 3:6, 6:2     |
| Finalistka    | 45.  | 18 maja 1986         | Berlin          | Ceglana         | Steffi Graf               | 2:6, 3:6               |
| Finalistka    | 46.  | 7 czerwca 1986       | French Open     | Ceglana         | Chris Evert-Lloyd         | 6:2, 3:6, 3:6          |
| Zwyciężczyni  | 117. | 22 czerwca 1986      | Eastbourne      | Trawiasta       | Helena Suková             | 3:6, 6:3, 6:4          |
| Zwyciężczyni  | 118. | 5 lipca 1986         | Wimbledon       | Trawiasta       | Hana Mandlíková           | 7:6(1), 6:3            |
| Zwyciężczyni  | 119. | 17 sierpnia 1986     | Los Angeles     | Twarda          | Chris Evert-Lloyd         | 7:6(5), 6:3            |
| Zwyciężczyni  | 120. | 6 września 1986      | US Open         | Twarda          | Helena Suková             | 6:3, 6:2               |
| Zwyciężczyni  | 121. | 5 października 1986  | Nowy Orlean     | Dywanowa (hala) | Pam Shriver               | 6:1, 4:6, 6:2          |
| Zwyciężczyni  | 122. | 19 października 1986 | Filderstadt     | Dywanowa (hala) | Hana Mandlíková           | 6:2, 6:3               |
| Zwyciężczyni  | 123. | 9 listopada 1986     | Worcester       | Twarda (hala)   | Hana Mandlíková           | 6:2, 6:2               |
| Zwyciężczyni  | 124. | 16 listopada 1986    | Chicago         | Dywanowa (hala) | Hana Mandlíková           | 7:5, 7:5               |
| Zwyciężczyni  | 125. | 23 listopada 1986    | Nowy Jork       | Dywanowa (hala) | Steffi Graf               | 7:6(6), 6:3, 6:2       |
| Finalistka    | 47.  | 25 stycznia 1987     | Australian Open | Trawiasta       | Hana Mandlíková           | 5:7, 6:7(1)            |
| Finalistka    | 48.  | 26 kwietnia 1987     | Houston         | Ceglana         | Chris Evert-Lloyd         | 6:3, 1:6, 6:7(4)       |
| Finalistka    | 49.  | 6 czerwca 1987       | French Open     | Ceglana         | Steffi Graf               | 4:6, 6:4, 6:8          |
| Finalistka    | 50.  | 21 czerwca 1987      | Eastbourne      | Trawiasta       | Helena Suková             | 6:7(5), 3:6            |
| Zwyciężczyni  | 126. | 4 lipca 1987         | Wimbledon       | Trawiasta       | Steffi Graf               | 7:5, 6:3               |
| Zwyciężczyni  | 127. | 12 września 1987     | US Open         | Twarda          | Steffi Graf               | 7:6(4), 6:1            |
| Zwyciężczyni  | 128. | 18 października 1987 | Filderstadt     | Dywanowa (hala) | Chris Evert-Lloyd         | 7:5, 6:1               |
| Zwyciężczyni  | 129. | 15 listopada 1987    | Chicago         | Dywanowa (hala) | Natalla Zwierawa          | 6:1, 6:2               |
| Zwyciężczyni  | 130. | 14 lutego 1988       | Dallas          | Twarda          | Pam Shriver               | 6:0, 6:3               |
| Zwyciężczyni  | 131. | 21 lutego 1988       | Oakland         | Twarda (hala)   | Łarysa Sawczenko          | 6:1, 6:2               |
| Zwyciężczyni  | 132. | 28 lutego 1988       | Waszyngton      | Twarda (hala)   | Pam Shriver               | 6:0, 6:2               |
| Zwyciężczyni  | 133. | 10 kwietnia 1988     | Hilton Head     | Ceglana         | Gabriela Sabatini         | 6:1, 4:6, 6:4          |
| Zwyciężczyni  | 134. | 17 kwietnia 1988     | Amelia Island   | Ceglana         | Gabriela Sabatini         | 6:0, 6:2               |
| Finalistka    | 51.  | 24 kwietnia 1988     | Houston         | Ceglana         | Chris Evert               | 0:6, 4:6               |
| Zwyciężczyni  | 135. | 19 czerwca 1988      | Eastbourne      | Trawiasta       | Natalla Zwierawa          | 6:2, 6:2               |
| Finalistka    | 52.  | 2 lipca 1988         | Wimbledon       | Trawiasta       | Steffi Graf               | 7:5, 2:6, 1:6          |
| Zwyciężczyni  | 136. | 16 października 1988 | Filderstadt     | Dywanowa (hala) | Chris Evert               | 6:2, 6:3               |
| Zwyciężczyni  | 137. | 6 listopada 1988     | Worcester       | Twarda (hala)   | Natalla Zwierawa          | 6:7(4), 6:4, 6:3       |
| Zwyciężczyni  | 138. | 13 listopada 1988    | Chicago         | Dywanowa (hala) | Chris Evert               | 6:2, 6:2               |
| Zwyciężczyni  | 139. | 15 stycznia 1989     | Sydney          | Trawiasta       | Catarina Lindqvist        | 6:2, 6:4               |
| Zwyciężczyni  | 140. | 5 lutego 1989        | Tokio           | Dywanowa (hala) | Lori McNeil               | 6:7(3), 6:3, 7:6(5)    |
| Zwyciężczyni  | 141. | 18 czerwca 1989      | Birmingham      | Trawiasta       | Zina Garrison             | 7:6(5), 6:3            |
| Zwyciężczyni  | 142. | 25 czerwca 1989      | Eastbourne      | Trawiasta       | Raffaella Reggi           | 7:6(2), 6:2            |
| Finalistka    | 53.  | 8 lipca 1989         | Wimbledon       | Trawiasta       | Steffi Graf               | 2:6, 7:6(1), 1:6       |
| Zwyciężczyni  | 143. | 13 sierpnia 1989     | Los Angeles     | Twarda          | Gabriela Sabatini         | 6:0, 6:2               |
| Zwyciężczyni  | 144. | 27 sierpnia 1989     | Toronto         | Twarda          | Arantxa Sánchez Vicario   | 6:2, 6:2               |
| Finalistka    | 54.  | 9 września 1989      | US Open         | Twarda          | Steffi Graf               | 6:3, 5:7, 1:6          |
| Zwyciężczyni  | 145. | 24 września 1989     | Dallas          | Dywanowa (hala) | Monica Seles              | 7:6(2), 6:3            |
| Zwyciężczyni  | 146. | 5 listopada 1989     | Worcester       | Dywanowa (hala) | Zina Garrison             | 6:2, 6:3               |
| Finalistka    | 55.  | 19 listopada 1989    | Nowy Jork       | Dywanowa (hala) | Steffi Graf               | 4:6, 5:7, 6:2, 2:6     |
| Zwyciężczyni  | 147. | 18 lutego 1990       | Chicago         | Dywanowa (hala) | Manuela Maleewa-Fragniere | 6:4, 6:3               |
| Zwyciężczyni  | 148. | 25 lutego 1990       | Waszyngton      | Dywanowa (hala) | Zina Garrison-Jackson     | 6:1, 6:0               |
| Zwyciężczyni  | 149. | 4 marca 1990         | Indian Wells    | Twarda          | Helena Suková             | 6:2, 5:7, 6:1          |
| Zwyciężczyni  | 150. | 8 kwietnia 1990      | Hilton Head     | Ceglana         | Jennifer Capriati         | 6:2, 6:4               |
| Finalistka    | 56.  | 13 maja 1990         | Rzym            | Ceglana         | Monica Seles              | 1:6, 1:6               |
| Zwyciężczyni  | 151. | 24 czerwca 1990      | Eastbourne      | Trawiasta       | Gretchen Magers           | 6:0, 6:2               |
| Zwyciężczyni  | 152. | 7 lipca 1990         | Wimbledon       | Trawiasta       | Zina Garrison-Jackson     | 6:4, 6:1               |
| Finalistka    | 57.  | 19 sierpnia 1990     | Los Angeles     | Twarda          | Monica Seles              | 4:6, 6:3, 6:7(6)       |
| Finalistka    | 58.  | 4 listopada 1990     | Oakland         | Dywanowa (hala) | Monica Seles              | 3:6, 6:7(5)            |
| Finalistka    | 59.  | 3 lutego 1991        | Tokio           | Dywanowa (hala) | Gabriela Sabatini         | 6:2, 2:6, 4:6          |
| Zwyciężczyni  | 153. | 17 lutego 1991       | Chicago         | Dywanowa (hala) | Zina Garrison-Jackson     | 6:1, 6:2               |
| Zwyciężczyni  | 154. | 3 marca 1991         | Palm Springs    | Twarda          | Monica Seles              | 6:2, 7:6(6)            |
| Zwyciężczyni  | 155. | 16 czerwca 1991      | Birmingham      | Trawiasta       | Natalla Zwierawa          | 6:4, 7:6(6)            |
| Zwyciężczyni  | 156. | 23 czerwca 1991      | Eastbourne      | Trawiasta       | Arantxa Sánchez Vicario   | 6:4, 6:4               |
| Finalistka    | 60.  | 7 września 1991      | US Open         | Twarda          | Monica Seles              | 6:7(1), 1:6            |
| Finalistka    | 61.  | 6 października 1991  | Mediolan        | Dywanowa (hala) | Monica Seles              | 3:6, 6:3, 4:6          |
| Finalistka    | 62.  | 20 października 1991 | Filderstadt     | Dywanowa (hala) | Anke Huber                | 6:2, 2:6, 6:7(4)       |
| Zwyciężczyni  | 157. | 10 listopada 1991    | Oakland         | Dywanowa (hala) | Monica Seles              | 6:3, 3:6, 6:3          |
| Finalistka    | 63.  | 24 listopada 1991    | Nowy Jork       | Dywanowa (hala) | Monica Seles              | 4:6, 6:3, 5:7, 0:6     |
| Finalistka    | 64.  | 3 lutego 1992        | Tokio           | Dywanowa (hala) | Gabriela Sabatini         | 2:6, 6:4, 2:6          |
| Zwyciężczyni  | 158. | 16 lutego 1992       | Chicago         | Dywanowa (hala) | Jana Novotná              | 7:6(4), 4:6, 7:5       |
| Zwyciężczyni  | 159. | 29 marca 1992        | San Antonio     | Twarda          | Nathalie Tauziat          | 6:2, 6:1               |
| Zwyciężczyni  | 160. | 16 sierpnia 1992     | Los Angeles     | Twarda          | Monica Seles              | 6:4, 6:2               |
| Finalistka    | 65.  | 11 października 1992 | Zurych          | Dywanowa (hala) | Steffi Graf               | 6:2, 5:7, 5:7          |
| Zwyciężczyni  | 161. | 18 października 1992 | Filderstadt     | Dywanowa (hala) | Gabriela Sabatini         | 7:6(), 6:3             |
| Finalistka    | 66.  | 8 listopada 1992     | Oakland         | Dywanowa (hala) | Monica Seles              | 3:6, 4:6               |
| Finalistka    | 67.  | 22 listopada 1992    | Nowy Jork       | Dywanowa (hala) | Monica Seles              | 5:7, 3:6, 1:6          |
| Zwyciężczyni  | 162. | 7 lutego 1993        | Tokio           | Dywanowa        | Łarysa Neiland            | 6:2, 6:2               |
| Finalistka    | 68.  | 14 lutego 1993       | Chicago         | Dywanowa (hala) | Monica Seles              | 6:3, 2:6, 1:6          |
| Zwyciężczyni  | 163. | 21 lutego 1993       | Paryż           | Dywanowa (hala) | Monica Seles              | 6:3, 4:6, 7:6(3)       |
| Zwyciężczyni  | 164. | 19 czerwca 1993      | Eastbourne      | Trawiasta       | Miriam Oremans            | 2:6, 6:2, 6:3          |
| Zwyciężczyni  | 165. | 15 sierpnia 1993     | Manhattan Beach | Twarda          | Arantxa Sánchez Vicario   | 7:5, 7:6(4)            |
| Finalistka    | 69.  | 10 października 1993 | Zurych          | Dywanowa (hala) | Manuela Maleewa-Fragniere | 3:6, 6:7(1)            |
| Zwyciężczyni  | 166. | 7 listopada 1993     | Oakland         | Dywanowa (hala) | Zina Garrison-Jackson     | 6:2, 7:6(1)            |
| Finalistka    | 70.  | 6 lutego 1994        | Tokio           | Dywanowa (hala) | Steffi Graf               | 2:6, 4:6               |
| Zwyciężczyni  | 167. | 20 lutego 1994       | Paryż           | Dywanowa (hala) | Julie Halard              | 7:5, 6:3               |
| Finalistka    | 71.  | 8 maja 1994          | Rzym            | Ceglana         | Conchita Martínez         | 6:7(5), 4:6            |
| Finalistka    | 72.  | 3 lipca 1994         | Wimbledon       | Trawiasta       | Conchita Martínez         | 4:6, 6:3, 3:6          |
| Finalistka    | 73.  | 6 listopada 1994     | Oakland         | Dywanowa        | Arantxa Sánchez Vicario   | 6:1, 6:7(5), 6:7(3)    |

### Gra mieszana 18 (12–6)
| Końcowy wynik | Nr  | Data                 | Turniej         | Nawierzchnia | Partner         | Przeciwnicy                        | Wynik finału         |
| ------------- | --- | -------------------- | --------------- | ------------ | --------------- | ---------------------------------- | -------------------- |
| Zwyciężczyni  | 1.  | 15 czerwca 1974      | French Open     | Ceglana      | Iván Molina     | Rosy Darmon Marcelo Lara           | 6:3, 6:3             |
| Zwyciężczyni  | 2.  | 10 października 1976 | Hilton Head     | Ceglana      | Ilie Năstase    | Sue Barker Björn Borg              | 6:3, 6:3             |
| Zwyciężczyni  | 3.  | 17 lutego 1985       | Miami           | Twarda       | Heinz Günthardt | Carling Bassett Wojciech Fibak     | 6:3, 6:4             |
| Zwyciężczyni  | 4.  | 9 czerwca 1985       | French Open     | Ceglana      | Heinz Günthardt | Paula Smith Francisco González     | 2:6, 6:3, 6:2        |
| Zwyciężczyni  | 5.  | 6 lipca 1985         | Wimbledon       | Trawiasta    | Paul McNamee    | Elizabeth Smylie John Fitzgerald   | 7:5, 4:6, 6:2        |
| Zwyciężczyni  | 6.  | 7 września 1985      | US Open         | Twarda       | Heinz Günthardt | Elizabeth Smylie John Fitzgerald   | 6:3, 6:4             |
| Finalistka    | 1.  | 6 lipca 1986         | Wimbledon       | Trawiasta    | Heinz Günthardt | Kathy Jordan Ken Flach             | 3:6, 6:7(7)          |
| Finalistka    | 2.  | 7 września 1986      | US Open         | Twarda       | Peter Fleming   | Raffaella Reggi Sergio Casal       | 4:6, 4:6             |
| Zwyciężczyni  | 7.  | 13 września 1987     | US Open         | Twarda       | Emilio Sánchez  | Betsy Nagelsen Paul Annacone       | 6:4, 6:7(6), 7:6(12) |
| Finalistka    | 3.  | 23 stycznia 1988     | Australian Open | Trawiasta    | Tim Gullikson   | Jana Novotná Jim Pugh              | 7:5, 2:6, 4:6        |
| Zwyciężczyni  | 8.  | 4 lipca 1993         | Wimbledon       | Trawiasta    | Mark Woodforde  | Manon Bollegraf Tom Nijssen        | 6:3, 6:4             |
| Finalistka    | 4.  | 12 września 1993     | US Open         | Twarda       | Mark Woodforde  | Helena Suková Todd Woodbridge      | 3:6, 6:7(6)          |
| Zwyciężczyni  | 9.  | 8 lipca 1995         | Wimbledon       | Trawiasta    | Jonathan Stark  | Gigi Fernández Cyril Suk           | 6:4, 6:4             |
| Zwyciężczyni  | 10. | 25 stycznia 2003     | Australian Open | Twarda       | Leander Paes    | Eleni Daniilidu Todd Woodbridge    | 6:4, 7:5             |
| Zwyciężczyni  | 11. | 5 lipca 2003         | Wimbledon       | Trawiasta    | Leander Paes    | Anastasija Rodionowa Andy Ram      | 6:3, 6:3             |
| Finalistka    | 5.  | 31 stycznia 2004     | Australian Open | Twarda       | Leander Paes    | Jelena Bowina Nenad Zimonjić       | 1:6, 6:7(3)          |
| Finalistka    | 6.  | 4 czerwca 2005       | French Open     | Ceglana      | Leander Paes    | Daniela Hantuchová Fabrice Santoro | 6:3, 3:6, 2:6        |
| Zwyciężczyni  | 12. | 9 września 2006      | US Open         | Twarda       | Bob Bryan       | Květa Peschke Martin Damm          | 6:2, 6:3             |

## Występy w Turnieju Mistrzyń

### W grze pojedynczej
| Rok           | Rezultat                                               | Rywalka                                                | Wynik                                                  |
| 1974          | Ćwierćfinał                                            | Virginia Wade                                          | 4:6, 3:6                                               |
| 1975          | Finał                                                  | Chris Evert                                            | 4:6, 2:6                                               |
| 1976          | Faza grupowa                                           | Evonne Goolagong Marita Redondo Françoise Durr         | 4:6, 5:7 6:3, 6:3 4:6, 6:4, 6:2                        |
| 1977          | Faza grupowa                                           | Betty Stöve Kristien Shaw Sue Barker                   | 6:0, 6:4 6:3, 6:1 5:7, 4:6                             |
| 1977 Toyota   | Faza grupowa                                           | Virginia Wade Chris Evert                              | 6:7, 5:7 4:6, 1:6                                      |
| 1978          | Zwycięstwo                                             | Evonne Goolagong Cawley                                | 7:6(0), 6:4                                            |
| 1978 Toyota   | Finał                                                  | Chris Evert                                            | 3:6, 3:6                                               |
| 1979          | Zwycięstwo                                             | Tracy Austin                                           | 6:3, 3:6, 6:2                                          |
| 1979 Toyota   | Zwycięstwo                                             | Tracy Austin                                           | 6:2, 6:1                                               |
| 1980          | Finał                                                  | Tracy Austin                                           | 2:6, 6:2, 2:6                                          |
| 1980 Toyota   | Półfinał                                               | Andrea Jaeger                                          | 4:6, 6:4, 1:6                                          |
| 1981          | Zwycięstwo                                             | Andrea Jaeger                                          | 6:3, 7:6(3)                                            |
| 1981 Toyota   | Finał                                                  | Tracy Austin                                           | 6:2, 4:6, 2:6                                          |
| 1982          | Finał                                                  | Sylvia Hanika                                          | 6:1, 3:6, 4:6                                          |
| 1982 Toyota   | Zwycięstwo                                             | Chris Evert-Lloyd                                      | 4:6, 6:1, 6:2                                          |
| 1983          | Zwycięstwo                                             | Chris Evert-Lloyd                                      | 6:2, 6:0                                               |
| 1984          | Zwycięstwo                                             | Chris Evert-Lloyd                                      | 6:3, 7:5, 6:1                                          |
| 1985          | Zwycięstwo                                             | Helena Suková                                          | 6:3, 7:5, 6:4                                          |
| 1986 marzec   | Zwycięstwo                                             | Hana Mandlíková                                        | 6:2, 6:0, 3:6, 6:1                                     |
| 1986 listopad | Zwycięstwo                                             | Steffi Graf                                            | 7:6(6), 6:3, 6:2                                       |
| 1987          | Ćwierćfinał                                            | Gabriela Sabatini                                      | 4:6, 5:7                                               |
| 1988          | Ćwierćfinał                                            | Helena Suková                                          | 6:2, 5:7, 3:6                                          |
| 1989          | Finał                                                  | Steffi Graf                                            | 4:6, 5:7, 6:2, 2:6                                     |
| 1990          | zrezygnowała z gry w turnieju z powodu operacji kolana | zrezygnowała z gry w turnieju z powodu operacji kolana | zrezygnowała z gry w turnieju z powodu operacji kolana |
| 1991          | Finał                                                  | Monica Seles                                           | 4:6, 6:3, 5:7, 0:6                                     |
| 1992          | Finał                                                  | Monica Seles                                           | 5:7, 3:6, 1:6                                          |
| 1993          | Ćwierćfinał                                            | Mary Pierce                                            | 1:6, 6:3, 4:6                                          |
| 1994          | I runda                                                | Gabriela Sabatini                                      | 4:6, 2:6                                               |

### W grze podwójnej
| Rok             | Rezultat                                               | Partnerka                                              | Przeciwniczki                                          | Wynik                                                  |
| 1977 Toyota     | Półfinał                                               | Betty Stöve                                            | Helen Cawley Joanne Russell                            | 5:7, 6:7                                               |
| 1978 Toyota     | Zwycięstwo                                             | Billie Jean King                                       | Kerry Reid Wendy Turnbull                              | 6:3, 6:4                                               |
| 1979 Toyota     | Zwycięstwo                                             | Billie Jean King                                       | Chris Evert Rosie Casals                               | 6:4, 6:3                                               |
| 1980            | Zwycięstwo                                             | Billie Jean King                                       | Rosie Casals Wendy Turnbull                            | 6:3, 4:6, 6:3                                          |
| 1981            | Zwycięstwo                                             | Pam Shriver                                            | Barbara Potter Sharon Walsh                            | 6:0, 7:6(6)                                            |
| 1981 Toyota     | Zwycięstwo                                             | Pam Shriver                                            | Rosie Casals Wendy Turnbull                            | 6:3, 6:4                                               |
| 1982            | Zwycięstwo                                             | Pam Shriver                                            | Kathy Jordan Anne Smith                                | 6: 4, 6:3                                              |
| 1982 Toyota     | Zwycięstwo                                             | Pam Shriver                                            | Candy Reynolds Paula Smith                             | 6:4, 7:5                                               |
| 1983            | Zwycięstwo                                             | Pam Shriver                                            | Claudia Kohde-Kilsch Eva Pfaff                         | 7:5, 6:2                                               |
| 1984            | Zwycięstwo                                             | Pam Shriver                                            | Jo Durie Ann Kiyomura                                  | 6:3, 6:1                                               |
| 1985            | Zwycięstwo                                             | Pam Shriver                                            | Claudia Kohde-Kilsch Helena Suková                     | 6:7(4), 6:4, 7:6(5)                                    |
| 1986 (marzec)   | Półfinał                                               | Pam Shriver                                            | Hana Mandlíková Wendy Turnbull                         | 6:4, 3:6, 4:6                                          |
| 1986 (listopad) | Zwycięstwo                                             | Pam Shriver                                            | Claudia Kohde-Kilsch Helena Suková                     | 7:6(1), 6:3                                            |
| 1987            | Zwycięstwo                                             | Pam Shriver                                            | Claudia Kohde-Kilsch Helena Suková                     | 6:1, 6:1                                               |
| 1988            | Zwycięstwo                                             | Pam Shriver                                            | Łarysa Sawczenko Natalla Zwierawa                      | 6:3, 6:4                                               |
| 1989            | Zwycięstwo                                             | Pam Shriver                                            | Łarysa Sawczenko Natalla Zwierawa                      | 6:3, 6:2                                               |
| 1990            | zrezygnowała z gry w turnieju z powodu operacji kolana | zrezygnowała z gry w turnieju z powodu operacji kolana | zrezygnowała z gry w turnieju z powodu operacji kolana | zrezygnowała z gry w turnieju z powodu operacji kolana |
| 1991            | Zwycięstwo                                             | Pam Shriver                                            | Gigi Fernández Jana Novotná                            | 4:6, 7:5, 6:4                                          |
| 1992            | Półfinał                                               | Pam Shriver                                            | Arantxa Sánchez Vicario Helena Suková                  | 4:6, 5:7                                               |
| 1994            | Półfinał                                               | Manon Bollegraf                                        | Jana Novotná Arantxa Sánchez Vicario                   | 2:6, 4:6                                               |
| 2003            | Półfinał                                               | Swietłana Kuzniecowa                                   | Virginia Ruano Pascual Paola Suárez                    | 4:6, 4:6                                               |

## Występy w turnieju WTA Doubles Championships
| Rok  | Rezultat   | Partnerka        | Przeciwniczki                 | Wynik         |
| 1975 | Półfinał   | Lesley Hunt      | Rosie Casals Billie Jean King | 5:7, 6:3, 4:6 |
| 1976 | Półfinał   | Chris Evert      | Billie Jean King Betty Stöve  | 5:7, 4:6      |
| 1977 | Zwycięstwo | Betty Stöve      | Françoise Durr Virginia Wade  | 7:5, 6:3      |
| 1978 | Zwycięstwo | Billie Jean King | Françoise Durr Virginia Wade  | 6:4, 6:4      |
| 1980 | Zwycięstwo | Billie Jean King | Sue Barker Ann Kiyomura       | 7:5, 6:3      |
| 1982 | Zwycięstwo | Pam Shriver      | Kathy Jordan Anne Smith       | 7:5, 6:3      |

## Występy w igrzyskach olimpijskich

### Gra podwójna
| Runda                                                                               | Partnerka        | Przeciwniczki                                   | Wynik         |
| ----------------------------------------------------------------------------------- | ---------------- | ----------------------------------------------- | ------------- |
|                                                                                     |                  |                                                 |               |
| Letnie Igrzyska Olimpijskie w Atenach 2004, reprezentując państwo Stany Zjednoczone |                  |                                                 |               |
| I runda                                                                             | Lisa Raymond [3] | Ukraina Julija Bejhelzimer / Tetiana Perebyjnis | 6:0, 6:2      |
| II runda                                                                            | Lisa Raymond [3] | Francja Amélie Mauresmo / Mary Pierce           | walkower      |
| Ćwierćfinał                                                                         | Lisa Raymond [3] | Japonia Shinobu Asagoe / Ai Sugiyama [5]        | 4:6, 6:4, 4:6 |

## Odznaczenia
- Medal Za zasługi I stopnia – 1998, Czechy[9]